# Adolf Eckert-Möbius

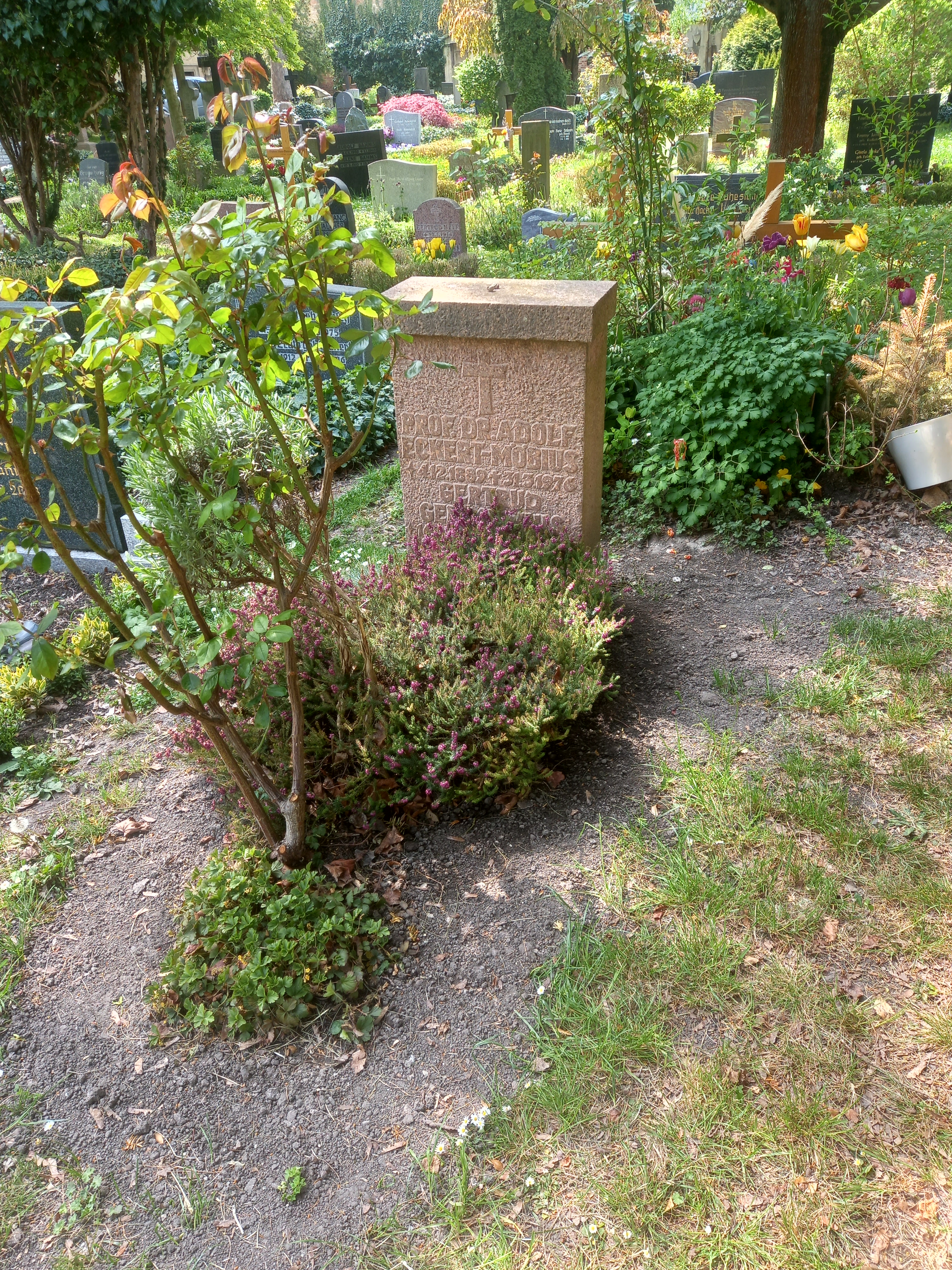
Das Grab von Adolf Eckert-Möbius und seiner Ehefrau Gertrud geborene Möbius auf dem Laurentiusfriedhof (Halle)

Adolf Eckert-Möbius, geboren als Adolf Eckert (* 4. Dezember 1889 in Breslau; † 31. März 1976 in Halle a. d. Saale) war ein deutscher Mediziner. Er lehrte an der Universität Halle.

## Leben
Der Sohn eines Landwirtes studierte Medizin von 1908 bis 1913 an der Universität Breslau. 1914 absolvierte er Praktiken bei der Universitätsklinik Breslau und dem Allgemeinen Krankenhaus Hamburg-Eppendorf, wurde im gleichen Jahr approbiert und in Breslau auch zum Doktor der Medizin promoviert. Während des Ersten Weltkrieges war er von 1914 bis 1917 als Truppenarzt eingesetzt. Danach wirkte er am Kriegslazarett Damaskus. Auch ging er mit einem Asienkorps in die Türkei, wobei er als Oberarzt fungierte. Ausgezeichnet wurde er mit dem Eisernen Kreuz I. und II. Klasse, dem Hanseatenkreuz und mit dem Türkischen Halbmond.
Nach Kriegsende war Eckert Volontär in Kiel und kam anschließend als Assistent an das Institut für Pathologie der Universität Hamburg. Den Zeitraum von 1921 bis 1923 verbrachte er als planmäßiger Assistent an der Universität Jena. Dort war er Schüler von Karl Wittmaack. 1923 heiratete er die Witwe eines Frontkameraden. Dabei adoptierte er dessen Kinder und nahm den Doppelnamen Eckert-Möbius an. In diesem Jahr wurde er außerdem als Assistent an der Universität Halle angestellt, wo er 1924 für Hals-Nasen-Ohrenheilkunde habilitierte. 1926 wurde er dort als Oberarzt der Ohrenklinik angestellt.
Im August 1928 erfolgte in Halle die Ernennung zum nichtbeamteten außerordentlichen Professor. Noch im selben Jahr beförderte man ihn zum ordentlichen Professor für Hals-Nasen-Ohrenheilkunde. Sein Vorgänger war Alfred Denker. 1928 wurde er zum Direktor der Universitätsklinik für dieses Gebiet ernannt. Im Jahr 1932 wurde er zum Mitglied der Leopoldina gewählt.
Während der Zeit des Nationalsozialismus trat Eckert-Möbius zum 1. Mai 1933 der NSDAP bei (Mitgliedsnummer 2.261.133), er war ferner Mitglied des NSLB, des NSDDB, des NSAHB sowie der Reiter-SS. Während des Zweiten Weltkrieges war er 1939 Chefarzt im Feldlazarett 275. Ab 1940 war er für ein Vierteljahr beratender Otologe in Paris und wurde 1941 unabkömmlich gestellt.
Nach Kriegsende wurde er durch die Universität Halle entlassen, er konnte aber weiter als Spezialist in Assistentenstellung fungieren. Ab 1946 gehörte er dem FDGB an. Im Oktober 1948 nahm er seine Professur wieder ein. 1958 schließlich wurde er emeritiert, nachdem er bis zu diesem Zeitpunkt 30 Jahre lang die Direktion der Klinik innegehabt hatte. Zudem war er fünf Mal Dekan der Medizinischen Fakultät. Die DDR ehrte ihn 1959 als Hervorragender Wissenschaftler des Volkes.
86-jährig starb Eckert-Möbius 1976 in Halle.

## Veröffentlichungen (Auswahl)
- Die chronische Tonsillitis und ihre Verwicklungen. Barth, Leipzig 1950.
- Lehrbuch der Hals-, Nasen- und Ohrenheilkunde. Thieme, Leipzig 1964. (2. Auflage 1966, 3. Auflage)
- Karl Wittmaack zum Gedächtnis. In: Archiv für klinische und experimentelle Ohren-, Nasen- und Kehlkopfheilkunde. Band 201, 1972, Nr.  3, S. 270–272.